# Communauté rurale de Ngoudiane
La commune de Ngoundiane est une commune du Sénégal située dans le centre ouest du pays. La commune de Ngoundiane remplaçant la défunte communauté rurale crée en 1972, qui s'étend sur quatre vingt six kilomètres carrés (86 km²) couvrant seize pour cent (16 %) du territoire de l'arrondissement, est située à vingt-six kilomètres (26 km) de la commune de Thiès sur la nationale une et à quatre-vingt-seize kilomètres (96 km) à l'est de la capitale Dakar.
Monsieur Mbaye Dione est l'actuel Maire de la Commune depuis les élections locales de 2014.
Elle fait partie de l'arrondissement de Thiénaba, du département de Thiès et de la région de Thiès.
La commune est composée de quinze (15) villages que sont Ngoundiane Pèye, Ngoundiane Dior, Thiangaye, Samel, Mbourwaye, Diack Mbodakhane1, Diack Mbodakhane2, Kam Diack, Diack Nioniol, Mbayène Diack, Séokhaye, Keur Ibra Kane, Niakh, Sine et Thiallé et neuf (10) hameaux dont Keur Serigne Mbacke Madina, Oon'ra( khourwa), Mbiin Ndiour, Mbiin Latyr, Mbiin Songo, Banga Mbafaye, Ndiane Mbourwaye, Marnane, Darou Diack et Garigne.